# Sical peralinus
Sical peralinus är en insektsart som beskrevs av Navás 1928. Sical peralinus ingår i släktet Sical och familjen myrlejonsländor. Inga underarter finns listade i Catalogue of Life.